# Алън Камбъл
Алън Камбъл (на английски: Alan Campbell) е шотландски писател на произведения в жанра епично фентъзи.

## Биография и творчество
Алън Камбъл е роден на 7 юли 1971 г. във Фолкърк, Шотландия. Завършва компютърни науки в Университета в Единбург. След дипломирането си работи за „DMA Design“, „Visual Sciences“ и „Rockstar“ по разработването на видео игри. След завършване на играта „Vice City“ напуска работата си и се насочва към фотографията и писателската си кариера.
Първият му роман „Scar Night“ от фентъзи поредицата „Кодекс на Дийпгейт“ е издаден през 2006 г. В него се представя историята на Дийпгейт, град окачен с вериги над бездната, в който властват религиозните учения.
През 2011 г. е публикувана първата книга „Море на призраците“ от епичната фентъзи поредица „Хрониките на гробарите“. След разформироването на елитния императорски отряд, наречен „гробарите“, техният ръководител Томас Грейнджър се скрива в град-затвор известен с отровните си улици. Но младата девойка Янти, която притежава необикновена дарба, може да му помогне да се измъкне, ако успее да опази нея и себе си.
Алън Камбъл живее със семейството си в Южен Ланаркшър.

## Произведения

### Серия „Кодекс на Дийпгейт“ (Deepgate Codex)
1. Scar Night (2006)
2. Penny Devil (2008) – издаден и като „Iron Angel“
3. God of Clocks (2009)

новели към серията
- Lye Street (2008) – предистория
- Damnation for Beginners (2012)

### Серия „Хрониките на гробарите“ (Gravedigger Chronicles)
1. Sea of Ghosts (2011)
Море на призраците, изд.: ИК „Бард“, София (2014), прев. Юлиян Стойнов
2. Art of Hunting (2013)
Изкуството на лова, изд.: ИК „Бард“, София (2015), прев. Юлиян Стойнов